# Vetlanda församling
Vetlanda församling är en församling i Vetlanda pastorat i Njudung-Östra Värends kontrakt i Växjö stift, för tätorten Vetlanda i Vetlanda kommun. 
Församlingskyrka är Vetlanda kyrka.

## Administrativ historik
Församlingen har medeltida ursprung.
Den 1 januari 1995 överfördes ett område med 258 personer till Vetlanda församling från Bäckseda församling. År 2020 utbröts Ekenässjöns församling.
Församlingen var tidigt moderförsamling i pastoratet Vetlanda och Bäckseda för att sedan till 1962 utgöra ett eget pastorat. Från 1962 till 1995 var församlingen moderförsamling i pastoratet Vetlanda, Bäckseda och Näsby. Sedan 1995 är församlingen moderförsamling i pastoratet Vetlanda, Näsby, Björkö och Nävelsjö, som ytterligare utökads 2018.
Före 1971 var församlingen delad av kommungräns och därför hade den två församlingskoder, 063801 för delen i Vetlanda landskommun och 068500 (från 1967 068501) för delen i Vetlanda stad.

## Klockare och organister
| Ämbetstid | Namn                     | Levnadstid | Övrigt                |
| --------- | ------------------------ | ---------- | --------------------- |
| 1762-1777 | Nils Larsson             | 1703-1777  | Klockare              |
| 1778-1797 | Johan Melander           | 1744-      | Klockare              |
| 1799-1819 | Johan Blom               | 1766-      | Klockare              |
| 1819-1823 | Olaus Åstrand            | 1796-      | Klockare              |
| 1823-1855 | Jonas Svensson           | 1798-      | Organist och klockare |
| 1943–1964 | Per-Sture Edvard Johnson | 1916–      | Organist.             |
| 1995–2018 | Fredrik Albertsson       | 1970–      | Organist.             |